# Плато (Міссурі)
Плато (англ. Plato) — селище (англ. village) в США, в окрузі Техас штату Міссурі. Населення — 82 особи (2020).

## Географія
Плато розташоване за координатами 37°30′6″ пн. ш. 92°13′6″ зх. д. / 37.50167° пн. ш. 92.21833° зх. д. (37.501630, -92.218398).  За даними Бюро перепису населення США в 2010 році селище мало площу 0,97 км², з яких 0,97 км² — суходіл та 0,00 км² — водойми.

## Демографія
Згідно з переписом 2010 року, у селищі мешкало 109 осіб у 41 домогосподарстві у складі 35 родин. Густота населення становила 112 особи/км².  Було 48 помешкань (49/км²).
Расовий склад населення:
| - 95,4 % — білих - 1,8 % — корінних американців - 1,8 % — чорних або афроамериканців |

До двох чи більше рас належало 0,0 %. Частка іспаномовних становила 4,6 % від усіх жителів.
За віковим діапазоном населення розподілялося таким чином: 28,4 % — особи молодші 18 років, 47,7 % — особи у віці 18—64 років, 23,9 % — особи у віці 65 років та старші. Медіана віку мешканця становила 36,5 року. На 100 осіб жіночої статі у селищі припадало 98,2 чоловіків;  на 100 жінок у віці від 18 років та старших — 90,2 чоловіків також старших 18 років.
За межею бідності перебувало 5,3 % осіб, у тому числі 0,0 % дітей у віці до 18 років та 6,3 % осіб у віці 65 років та старших.
Цивільне працевлаштоване населення становило 32 особи. Основні галузі зайнятості: публічна адміністрація — 25,0 %, транспорт — 21,9 %, роздрібна торгівля — 18,8 %.